# Ил-20
Ил-20 (по кодификации NATO: Coot — «Лысуха») — советский военный самолёт комплексной разведки, созданный на базе пассажирского самолёта Ил-18. Оборудован РЛС бокового обзора, фотоаппаратурой, станциями радиотехнической разведки и радиоперехвата.
Не следует путать Ил-20 и Ил-20РТ. Ил-20РТ — самолёт получения ракетно-космической телеметрии. Также не следует путать со штурмовиком Ил-20 и гражданской почтовой версией фронтового бомбардировщика Ил-28 под таким же обозначением.
Ил-20 первый советский самолет, предназначенный для комплексного использования средств воздушной разведки, основанной на различных принципах получения информации. Производился с 1968 по 1976 год. Эксплуатируется Воздушно-космическими силами Вооружённых сил Российской Федерации по настоящее время. Заменяется на Ту-214Р.

## История

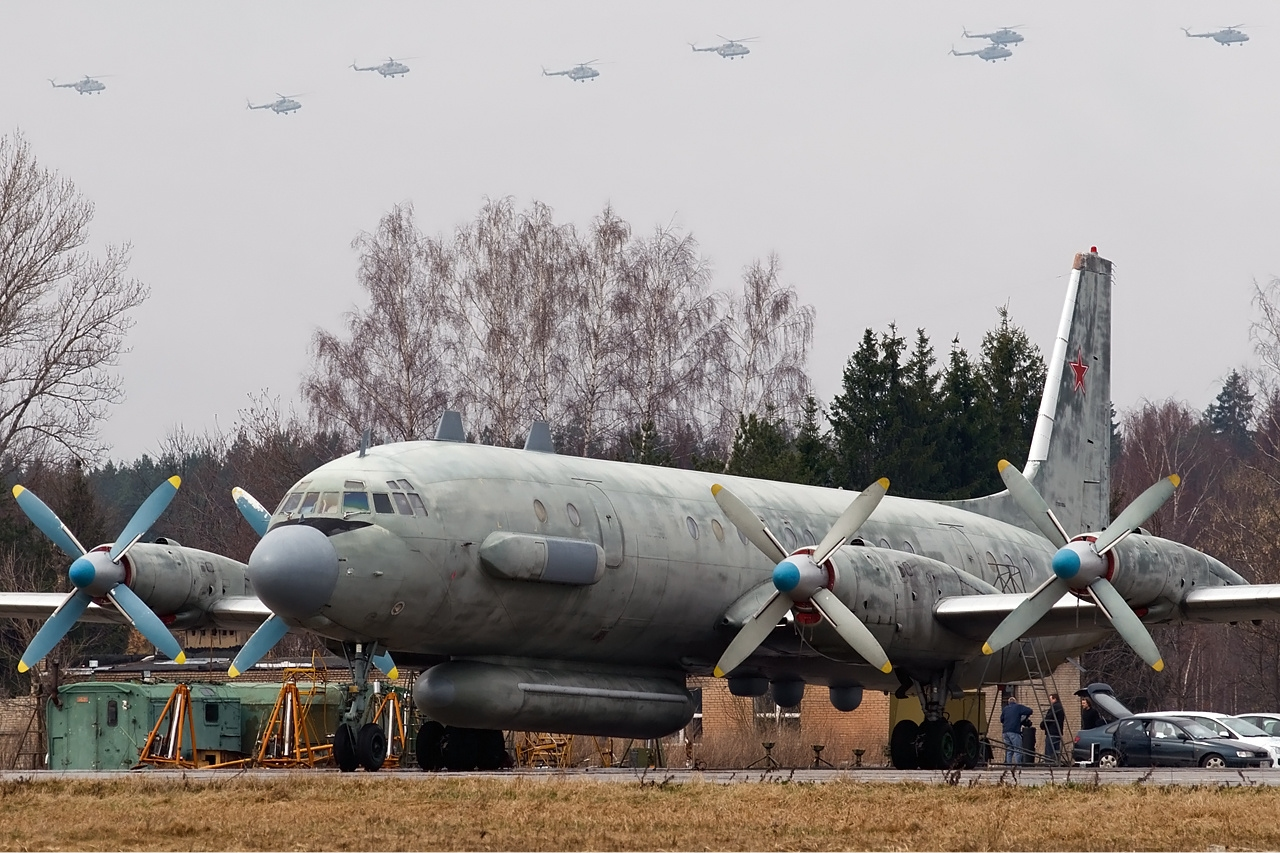
Ил-20М на аэродроме Кубинка.

Самолёт комплексной радиоэлектронной, фоторазведки и радиоперехвата Ил-20 создан на базе пассажирского самолёта Ил-18 в 1968 году. Предназначался для разведки вдоль государственной границы и приграничной полосы; первый разведывательный самолёт в СССР такого типа.
Первый полёт состоялся 21 марта 1968 года, командир экипажа — С. Г. Близнюк. Испытания завершены в 1969 году.
Ил-20 и его модификации строились на Московском авиазаводе «Знамя Труда» до 1976 года. Часть самолётов была переоборудована из пассажирских Ил-18Д.
Самолёты не поступали на вооружение каких-либо авиационных разведывательных или иных подразделений ВС СССР, а числились в частях центрального подчинения, то есть напрямую замыкались на штаб округа или флота. Самолёты периодически выполняли разведывательные полёты, а также принимали активное участие в разнообразных учениях.
В постсоветские годы работы по сервисному обслуживанию и модернизации машин выполняет ЭМЗ им. В. М. Мясищева.
Из-за морального и физического старения разведаппаратуры переделывались[когда?] в транспортно-пассажирские для перевозок личного состава и грузов.
В 2010-х годах часть машин были модернизированы по ОКР «Анаграмма», «Монитор-Ил», «Рецензент».

## Конструкция
Ил-20М от исходного самолёта Ил-20 отличается более мощными двигателями АИ-20М, меньшей полётной массой и увеличенной до 5 400 км дальностью полёта.
По бортам передней части пассажирской кабины установлены фотоаппараты перспективной аэрофотосъёмки «А-87П» и станция общей радиотехнической разведки «Ромб-4».
В подфюзеляжной гондоле находится антенна радиолокационной станции бокового обзора (РЛС БО) «Игла-1».
Также на самолёте стоит станция детальной радиотехнической разведки «Квадрат-2» и аппаратура радиоперехвата УКВ-диапазона «Вишня».
Лётный экипаж состоит из 5 человек.
В передней и средней части пассажирской кабины установлены кресла для 6 (впоследствии 8) операторов радиотехнических систем. Операторский состав возглавляет начальник бортового разведывательного комплекса (БРК). В хвосте самолёта оборудована комната отдыха с обычными сдвоенными пассажирскими креслами, буфет, гардероб и туалет.

## Оснащение
Основное вооружение Ил-20 — радиолокационная станция бокового обзора «Игла-1», предназначенная для картографирования местности по обе стороны трассы. Антенна РЛС размещена в большой подфюзеляжной гондоле. Разработку станции вело СКБ-1 ленинградского НИИ радиоэлектроники (НИИ-131 Госкомитета СССР по радиоэлектронике, НИИРЭ Минрадиопрома СССР), преобразованного вскоре во Всесоюзный научно-исследовательский институт радиоэлектронных систем (ВНИ-ИРЭС), а затем вошедшего в состав НПО (ныне — холдинговой компании) «Ленинец». Главным конструктором станции был В. М. Глушков.
В передней части фюзеляжа размещалась фотоаппаратура А-87П. По бортам в передней части монтировались антенны системы радиотехнической разведки «Ромб», служившей для обнаружения радиоизлучающих объектов. В нижней части фюзеляжа за крылом устанавливались антенны станции радиотехнической разведки «Квадрат», уточняющая сведения об обнаруженных радиоизлучающих объектах. Над передней частью фюзеляжа располагались антенны системы перехвата открытых радиопереговоров «Вишня».
Экипаж Ил-20 11 человек: два пилота, штурман, бортинженер, радист и шесть операторов разведаппаратуры. Экипаж Ил-20М 13 человек: два пилота, штурман, бортинженер, радист и восемь операторов разведаппаратуры.

## Специальные модификации Ил-18

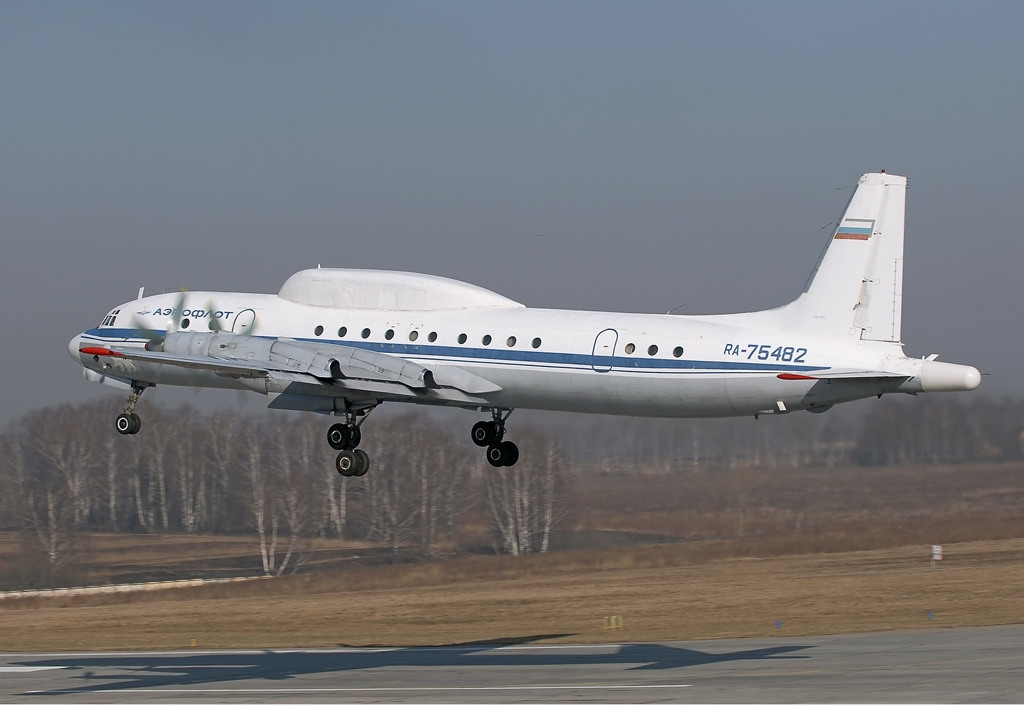
Ил-20РТ

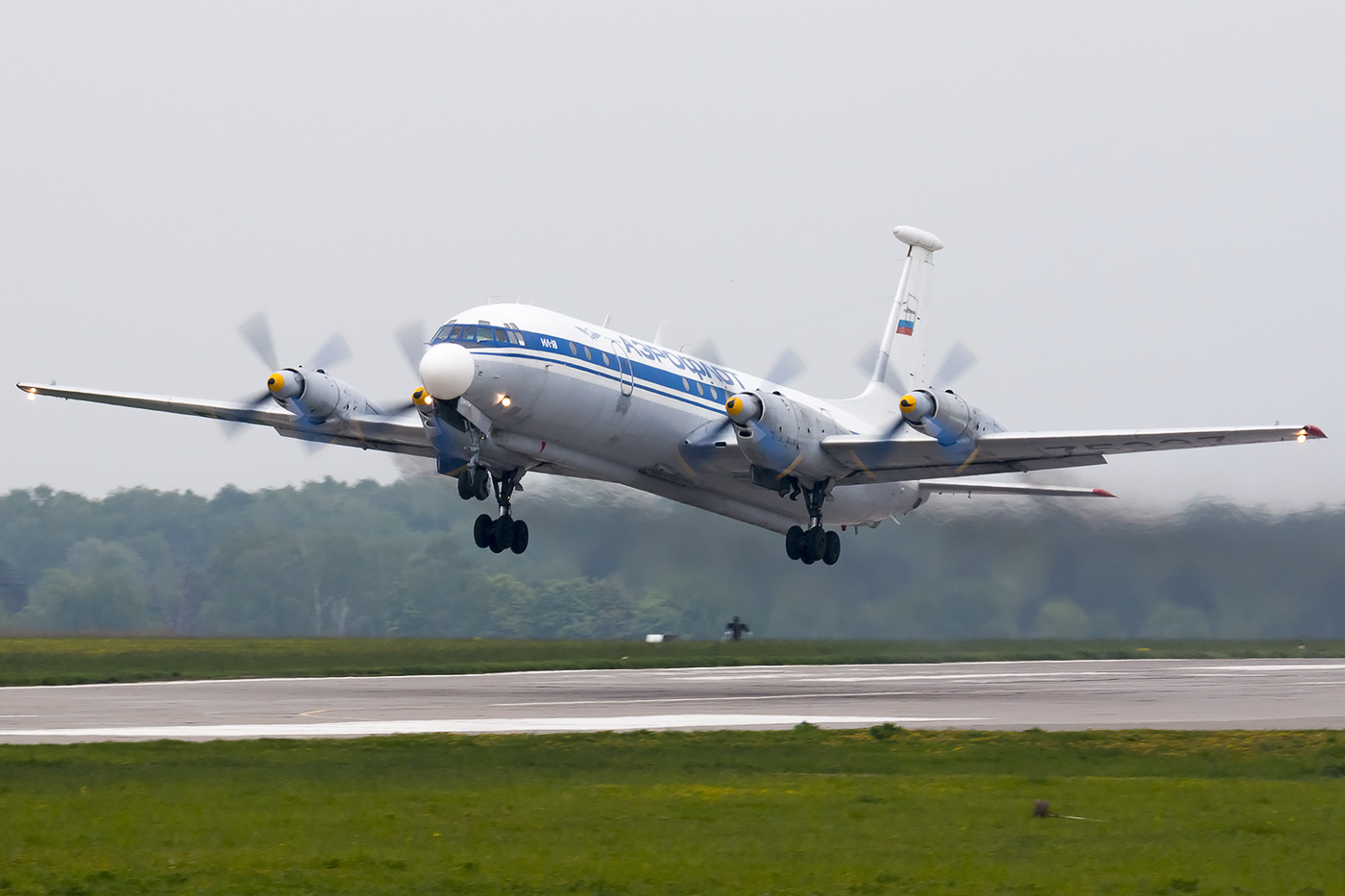
Ил-22

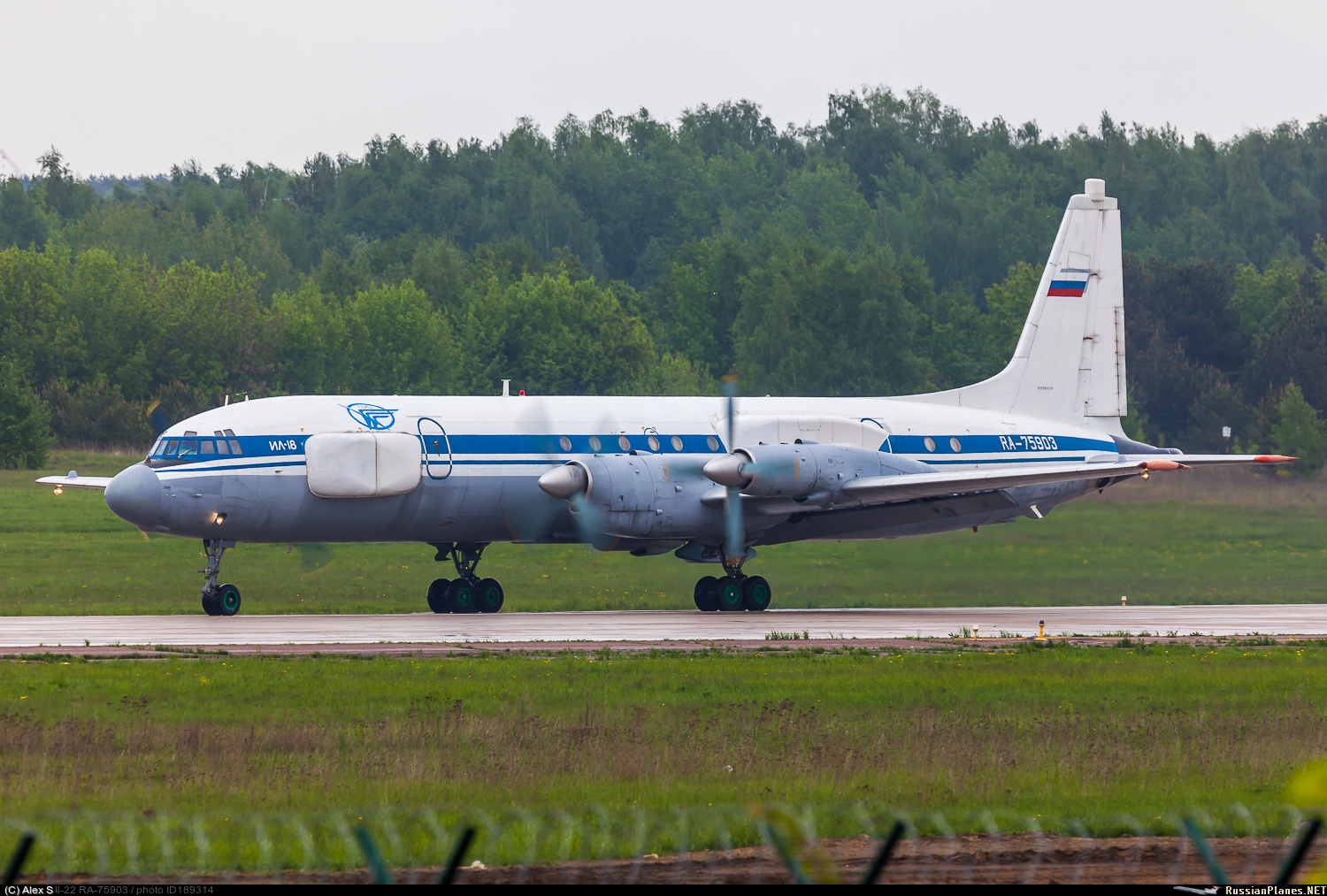
Ил-22ПП

На базе Ил-18 создан ряд других машин для армии и гражданских применений со специальным радиотехническим оснащением.

### Ил-20РТ
В 1980 году поступили на вооружение созданные на базе «Ил-18Д» самолеты ракетно-космической телеметрии  Ил-18РТЛ и Ил-20РТ, с базированием на аэродроме «Крайний» (Байконур). В экипаж входили шесть человек, дополненные инженером-электриком, а также пять человек, эксплуатировавших бортовой измерительный комплекс — начальник СИПа, оператор СЕВ, оператор АФУ, инженер по системе «БРС-4С» и инженер по «МА-9 МКТС». Все самолёты числились за ВКС, тем не менее регулярно выполняли задачи в интересах РВСН или ВМФ при испытаниях баллистических и крылатых ракет. В дальнейшем самолёты переданы в авиацию ВМФ, где использовались по усмотрению командования, самолёт «75840» продан и в 2001 году потерпел катастрофу. Только один самолёт модернизирован и применяется по прямому назначению.

### Воздушный командный пункт Ил-22
В конце 1970-х на базе Ил-18Д строились воздушные командные пункты (ВКП или ВзКП) Ил-22, оснащённые аппаратурой закрытой кодовой связи (ЗАС). В состав экипажей этих самолётов входят операторы аппаратуры ЗАС и офицеры боевого управления. На правом борту самолёта погрузочный люк багажного отсека «Ил-18» соединён с салоном шахтой и служит для аварийного покидания самолёта. Все рабочие места экипажа оснащены креслами с чашкой под парашют. Установлена другая кислородная система.
Обозначение Ил-22 носил также опытный фронтовой средний реактивный бомбардировщик ОКБ Ильюшина. Не следует путать эти машины.
В постсоветские годы работы по сервисному обслуживанию и модернизации машин выполняет ЭМЗ им. В. М. Мясищева. Часть машин были переоборудованы в Ил-22ПП или модернизированы в самолет управления ретрансляцией по теме «Сокол-СРТ».

### Ил-22ПП
В 2009 году заключён контракт на переоборудование «Ил-22» в самолёт-постановщик помех и попутной разведки Ил-22ПП (ОКР «Порубщик»). Разработку аппаратуры осуществлял концерн «Радиоэлектронные технологии». Переоборудование самолетов выполнялось ЭМЗ им. В. М. Мясищева. В 2011 году начаты испытания Ил-22ПП, в 2016 году первые три машины переданы заказчику.

### Таблица модификаций
| Название модели                     | Год           | Краткие характеристики, отличия. |
| ----------------------------------- | ------------- | --- |
| Ил-18Д «Игла» («изделие 20»)        | 1968          | Опытный самолёт радиотехнической разведки, прототип Ил-20. Переоборудована одна машина.                                                                                            |
| Ил-20 Ил-20М («изделие 17») Ил-20М1 | 1970          | Самолёт радиотехнической разведки. Изготовлено 20 машин. |
| Ил-18РТЛ                            | 1971          | Опытный самолётный измерительный пункт для получения телеметрии ракетной техники. Прототип Ил-20РТ. Переоборудована одна машина. Списан в конце 1980-х.                            |
| Ил-20РТ                             | 1980          | Самолётный измерительный пункт для получения телеметрии ракетной техники. Изготовлено 4 машины. Одна машина модернизирована в 90-х годах, остальные перепрофилированы или списаны. |
| Ил-22 (изд. 36 «Бизон»)             | 1971          | Воздушный командный пункт со спецсвязью. Модернизация проводилась в ОКБ Мясищева. Изготовлено 14 самолётов.                                                                        |
| Ил-22М-11 (изд. 40 «Зебра»)         | Начало 1980-х | Дальнейшая модификация ВзКП. Изготовлен 21 самолёт. В 2010-х годах несколько самолетов ВС РФ прошли модернизацию.                                                                  |
| Ил-22М-11СУРТ                       | ?             | Самолёт-ретранслятор радиосвязи армейского (фронтового) уровня. Комплекс связи «Зебра» заменен на «Сокол-СРТ». Переоборудовано ориентировочно 4 самолёта.                          |
| Ил-22М-15 (изд. 41)                 | 1983          | Последняя модификация ВзКП. |
| Ил-22ПП «Порубщик»                  | 2016          | Самолет радиоэлектронной борьбы. Изготовлены 3 самолета, приняты на вооружение ВКС РФ в ноябре 2016 года.                                                                          |

По состоянию на 08.07.2014 г. ОАО «Ил» выполняет ряд опытно-конструкторских работ и работ по модернизации самолётов специального назначения типа Ил-20 и Ил-22.

## Окраска
Самолёты «Ил-20» и «Ил-22» очень часто окрашивались под принятый тогда стандарт советского «Аэрофлота» и наносился гражданский регистрационный номер. Более того, на борту в районе кабины, как и на пассажирском самолёте, была надпись «Ил-18». Только некоторые самолёты получили шаровый (серый) цвет, как на Ил-38.

## На вооружении
- Авиация Военно-Морского Флота Российской Федерации — 2 Ил-20РТ и 2 Ил-22 по состоянию на 2024 год[13].
- Воздушно-космические силы Российской Федерации — 14 Ил-20М, 5 Ил-22, 3 Ил-22ПП и 11 Ил-22М по состоянию на 2022 год[14].

## Происшествия

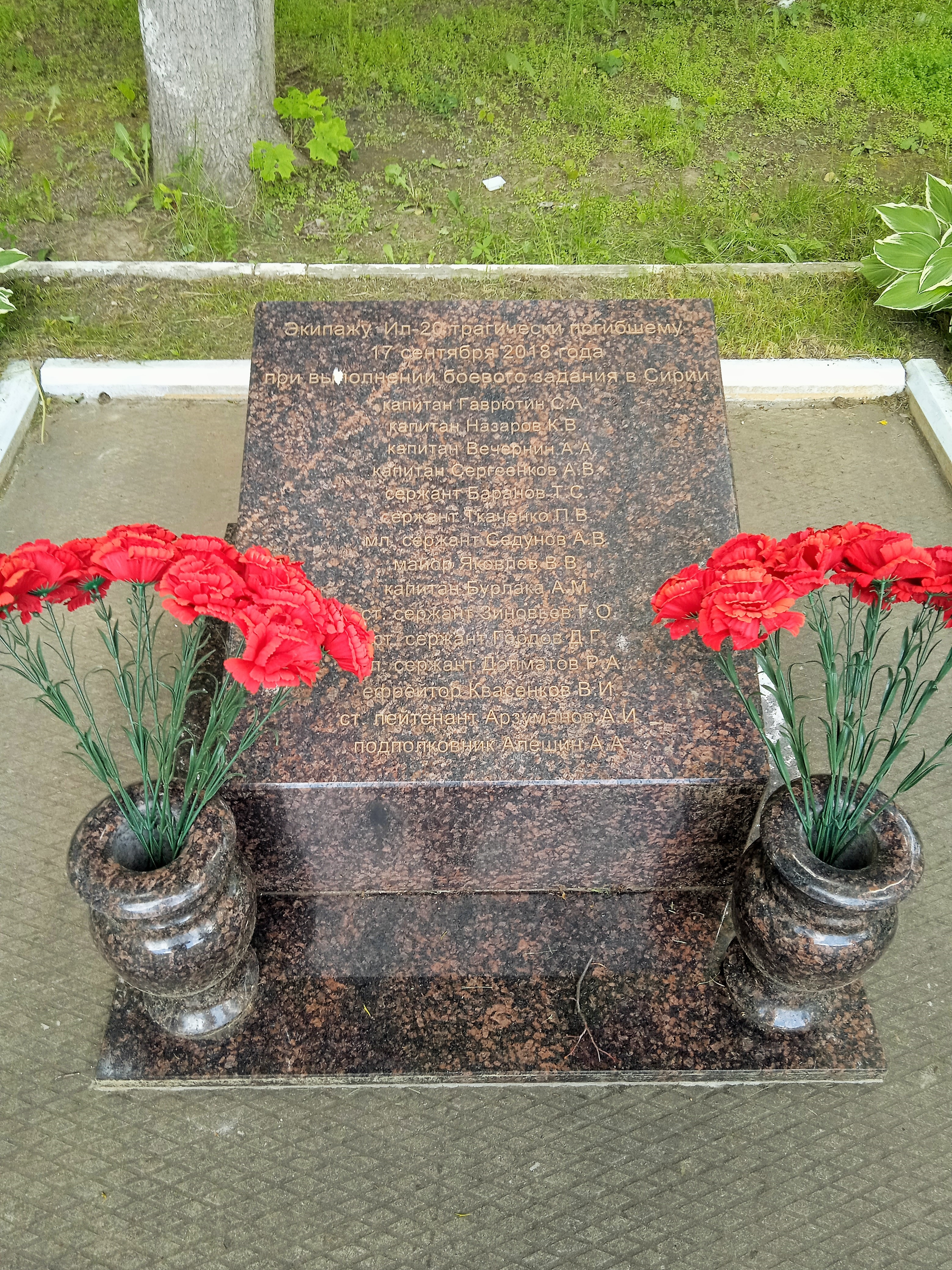
Мемориал на авиабазе «Кубинка» экипажу Ил-20, погибшему в 2018 году в Сирии

- 2 декабря 1981 года, при заходе на посадку на аэродром Домна (Читинская обл.), потерпел катастрофу Ил-22 рег.номер СССР-75907, принадлежащий 105-й отдельной смешанной авиационной эскадрилье авиации РВСН, г. Омск. Выполнялся транспортный рейс по маршруту: Новосибирск (Толмачево) — Домна. Осуществлялась перевозка руксостава, на борту находились офицеры ВКП ракетной армии и комиссия для приемки в состав соединения в/ч 08312. Из-за неправильно выставленного давления аэродрома посадки на высотомерах ошибка составила порядка 500 метров. Самолет столкнулся с Титовской сопкой, разрушился и сгорел. Погибли 31 человек (из 32-х что были на борту)[15].
- 17 сентября 2018 года был сбит Ил-20, заходивший на посадку на базу Хмеймим в Сирии. Связь с бортом пропала в 23:00 по Москве, когда самолёт находился в 35 километрах от морского побережья[16]. Министерство обороны России сообщило, что самолёт был сбит по ошибке сирийским комплексом С-200 при отражении израильского авианалёта в провинции Латакия. Все находившиеся на борту 15 российских военнослужащих погибли[17][18][19].
- 24 июня 2023 года во время военного мятежа бойцами ЧВК «Вагнер» был сбит воздушный командный пункт Ил-22М ВКС РФ в Воронежской области, все 8 членов экипажа находившиеся на борту погибли[20].